# Hermógenes López Coarchita

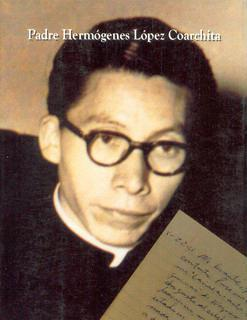

Hermógenes López Coarchita (16 de setembro de 1928 - 30 de junho de 1978) foi um padre católico guatemalteco. Ele serviu como clérigo da paróquia de San José de Pinula desde o final da década de 1960 até seu assassinato em meados de 1978 devido à sua defesa inabalável dos direitos humanos e, em particular, à sua demanda de que todos os guatemaltecos tenham o direito básico de acesso à água potável. Seu discurso constante contra a corrupção e os abusos do regime fizeram com que seus inimigos planejassem matá-lo em um esforço para subjugar uma possível rebelião na região.
O processo de beatificação do falecido padre foi aberto em 2007 sob o Papa Bento XVI e ele foi titulado como Servo de Deus no início da causa.